# アリステア・フレイザー
アリステア・フレイザー (Alasdair Fraser、1955年5月14日生まれ)はスコットランドのフィドル奏者。
彼は3つの夏季フィドルスクール、カリフォルニア州での月の谷・フィドル・キャンプ(the Valley of the Moon fiddle camp、1984年開始)、スカイ島での1週間のコース(1987年開始)、最も新しいカリフォルニア州でのシエラ・フィドル・キャンプ(Sierra Fiddle Camp、2006年開始)を創設している。

## 来歴
アリステアは スコットランド スターリング近くの町クラックマナン(en:Clackmannan)に生まれ、8歳からクラシックのヴァイオリンのレッスンを受け始めた。当時は音楽をやることは学校の友達には理解されなかったが、家庭で接する音楽を通じてフィドルへの愛を深めていった。
学校で音楽と同じくらい科学に打ち込んだアリステアはBP (企業)で石油化学者(en:Petrophysicsist)として働き始め、1981年のカリフォルニア州へ転勤した。
この時期、1983年と1984年の二度、バージニア州で開かれた全米スコティッシュ・フィドル・チャンピオン(National Scottish Fiddle Champion)で優勝している 。音楽への思い入れが強く、月の谷フィドルキャンプを始めた1984年に音楽とその教育に専念することを決めた。
アリステアは、ニール・ガウやナサニール・ガウ(en:Nathaniel Gow)、ウィリアム・マーシャル(William Marshall)、ジェームズ・スコット・スキナーといった過去の偉大なフィドル奏者の作品を収集してレパートリーを広げている。また、彼は話し言葉と音楽表現の関係、特にノース・イーストにおけるスコットランド・ゲール語を話すミュージシャンとドーリス方言(en:Doric dialect (Scotland))のミュージシャンの間のそれに気づき、自身のフィドル奏法に取り入れている。
1996年には、自身のレーベル en:Culburnie Recordsを設立している。
アリステアは、ピアノ奏者ポール・マクリス(Paul Machlis)あるいはギター奏者トニー・マクナス(Tony McManus)とのデュオや1996年に結成したバンド スカイダンス(en:Skyedance)を始め、チーフタンズやザ・ウォーターボーイズ、イツァーク・パールマンやロサンゼルス・マスター・コラール(Los Angeles Master Chorale)など、様々なミュージシャンとの共演を行ってきた。
2003年からはチェロ奏者ナタリー・ハース(en:Natalie Haas)のデュオに演奏活動の比重を移し、18世紀のスコットランドで盛んだったwee fiddle and big fiddle（小さなフィドルと大きなフィドル(チェロ)）を伝統に根ざしつつも創造を現代への復活の連携に力を注いでいる。彼らのデビューアルバム Fire and Grace はリリース同年のScots Trad Music AwardsにおいてAlbum of the Yearを受賞している。
彼は現在、カリフォルニア北部に妻・二人の子供とともに住んでいる。

## ディスコグラフィー
ソロ
- Portrait of a Scottish Fiddler (1982年)
- Skyedance, with ポール・マクリス (1985年)
- The Road North, with ポール・マクリス (1987年)
- The Driven Bow, with ジョディ・ステッチャー(en:Jody Stecher、Guitar) (1989年)
- Dawn Dance (1996年、同年の National Association of Independent Record Distributors(NAIRD、現在のen:American Association of Independent Music) Indie Award for Celtic Music Album of the Year受賞[8][6])
- Return to Kintail, with トニー・マクマナス(Tony McManus、ギター) (1999年)

ナタリー・ハースとのデュオ
- Legacy of the Scottish Fiddle, Vol 1, with ポール・マクリスおよびナタリー・ハース (2002年)
- Legacy of the Scottish Fiddle, Vol 2, with ミューリエル・ジョンストーン(Muriel Johnstone、ピアノ)およびナタリー・ハース  (2004年)
- Fire and Grace (2004年、同年のen:Scots Trad Music Awards Album of the Year受賞)
- In the Moment (2007年)
- Highlander's Farewell (2011年)
- Abundance (2014年)
- Ports of Call (2017年)

スカイダンス
- Way Out to Hope Street (1997年、同年の NAIRD Indie Award for Celtic Music Album of the Year ファイナリスト[6])
- Labyrinth (2000年)
- Live in Spain (2002年)

共作
- The Narada Wilderness Collection
- Celtic Odyssey (Narada)
- Celtic Dance (Narada)
- The Narada Nutcracker
- トレジャー・プラネット サウンドトラック (featured soloist, co-composer on "Silver Leaves" ("Alasdair Fraser's Compliments to Lorna Mitchell"を含む))

映像作品
- The Groove is Not Trivial (2017年、アリステアの音楽活動のドキュメンタリー)[9]